# Quett Masire
Quett Ketumile Joni Masire (Kanye, 23 luglio 1925 – Gaborone, 22 giugno 2017) è stato un politico botswano, Presidente del Botswana dal 1980 al 1998, dopo la vittoria alle elezioni generali del 1984, 1989 e 1994.